# Полуночник
Полуно́чник или полуно́шник — местное название сильного северного, северо-восточного и изредка северо-западного ветра в приполярных районах России и Сибири. Как правило, полуночник дует из высоких широт (с полуночи) и несёт с собой высокую влажность и дождливую погоду. В Архангельске это северо-западный ветер, на Байкале бытует его название баргузин, на Енисее он, как нагонный ветер, считается приметой наступающих холодов и называется рекостав или заморозник, в Европе английским наименованием является миднайтвинд, греческим — месониктнос, немецким — миттернахтсвинд.